# Historische Farbstoffsammlung

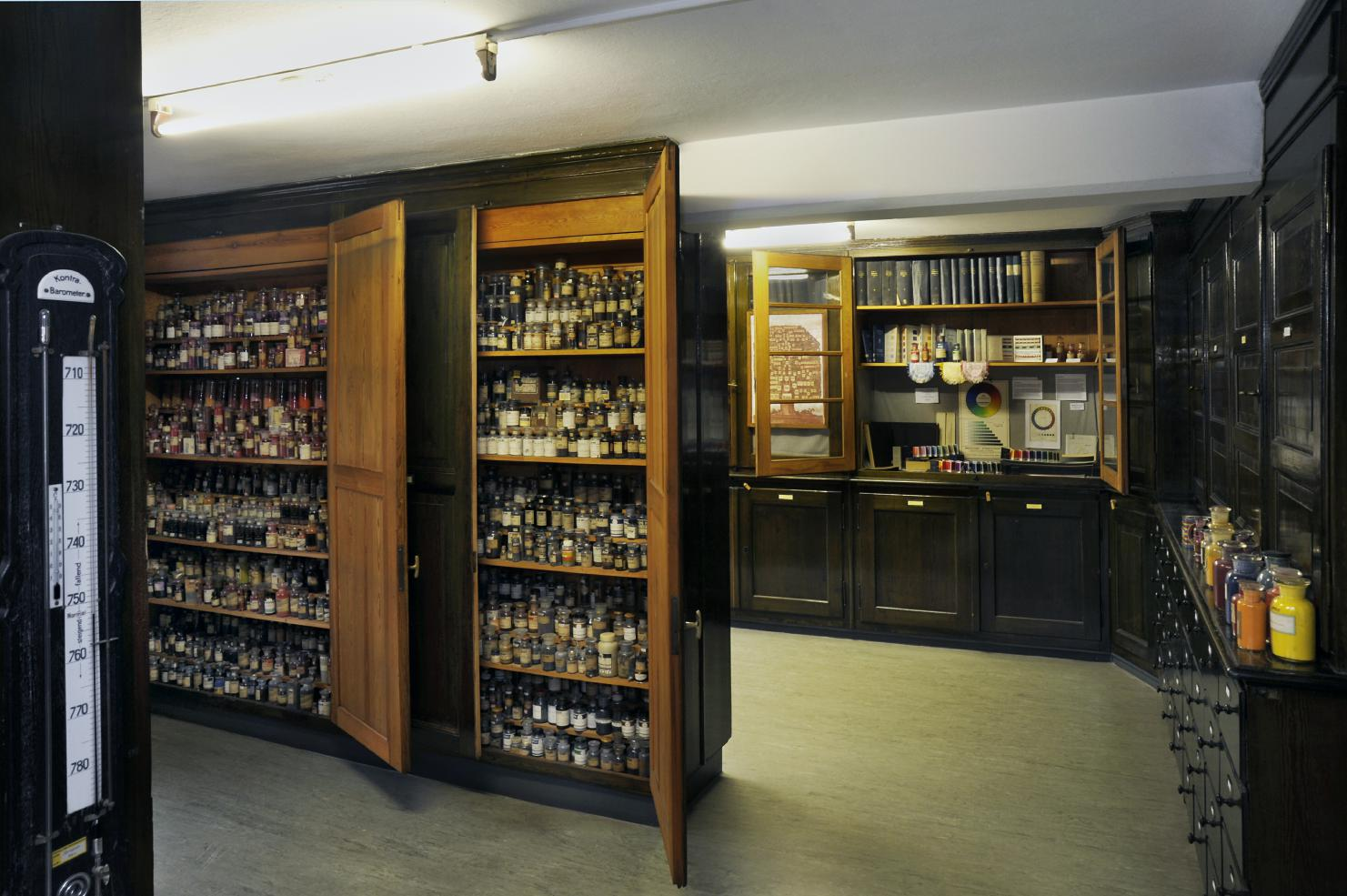
Blick in die historische Farbstoffsammlung der TU Dresden.

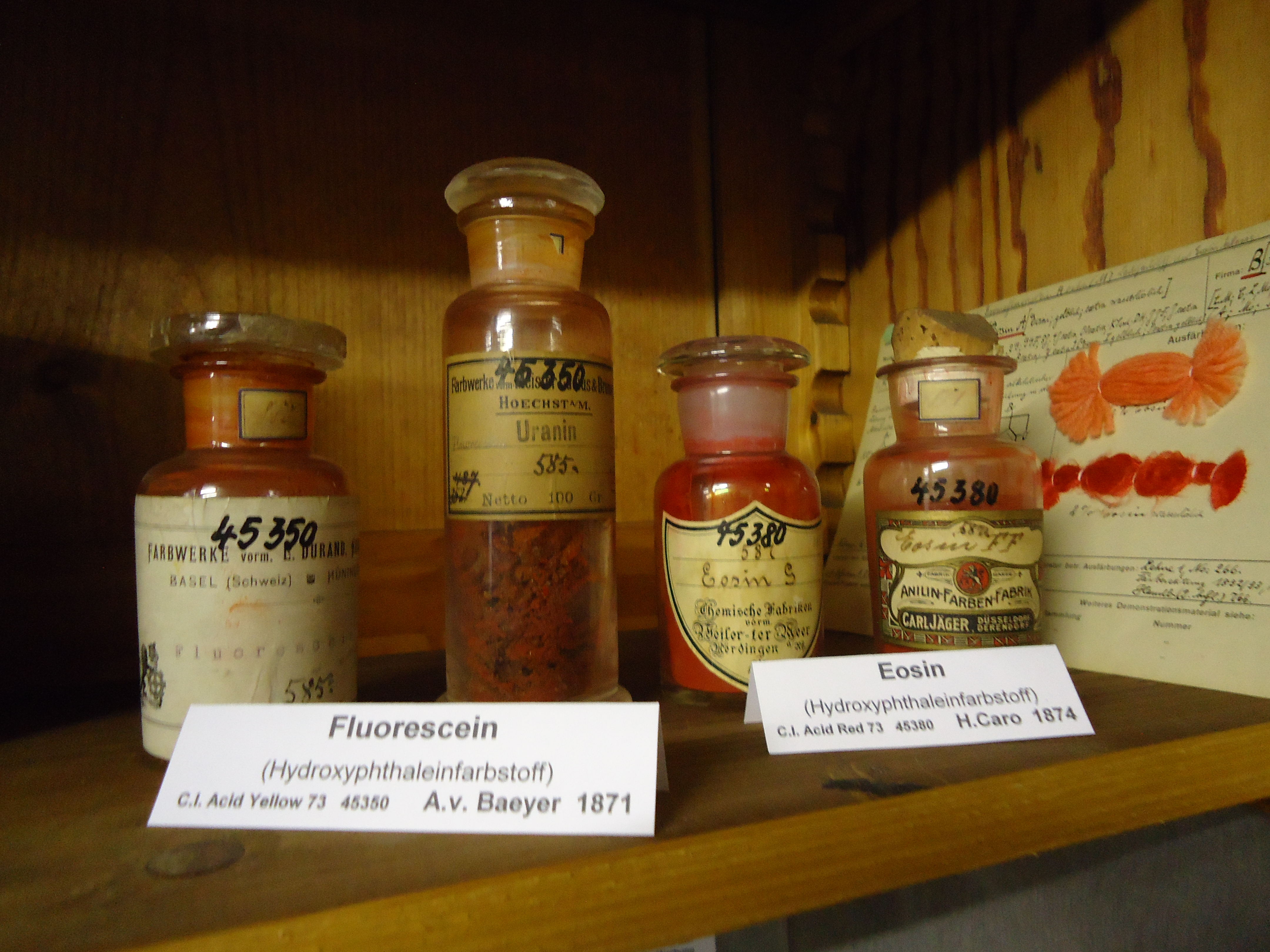
Fluorescein und Eosin

Die Historische Farbstoffsammlung im König-Bau an der Technischen Universität Dresden enthält mehr als 12.000 Proben technisch produzierter und im internationalen Colour Index registrierter Farbstoffe und Farbpigmente, mehr als 500 Proben von Naturfarbstoffen sowie mehr als 800 Musterkarten der führenden europäischen Farbstoffproduzenten. Sie diente über Jahrzehnte als Materialdepot für wissenschaftlich-technische Untersuchungen zur Applikation von Farbstoffen und Farbpigmenten in der Textil- und Druckindustrie, der photographischen Industrie sowie der Reproduktionstechnik. 1928 wurde die Farbstoffsammlung am Institut für Farben- und Textilchemie von Walter König an der Technischen Hochschule Dresden gegründet.
Die Farbstoffsammlung besitzt als Teil der Sammlungen und Kunstbesitz der TU Dresden vorwiegend musealen Charakter. Sie verdeutlicht durch ihre thematisch angeordneten und gestalteten Anschauungsobjekte und Themenbereiche die historische Entwicklung der Farbstoffchemie, insbesondere im Deutschland des 19. und 20. Jahrhunderts, sowie ihre Rolle bei der Entstehung der chemischen Großindustrie. Durch Bezug auf aktuelle Forschungsaktivitäten an der TU Dresden wendet sich diese Farbstoffsammlung in zunehmendem Maße modernen Anwendungsgebieten organischer Farbstoffe zu, wie der Entwicklung Organischer Leuchtdioden und Organische Solarzellen. Sie ist fachlich eng verbunden mit der von Hermann Krone 1907 an der TH Dresden begründeten Sammlung von Geräten und Anschauungsobjekten zur wissenschaftlichen Fotografie (Krone-Sammlung) sowie der Sammlung Farbenlehre an der Fakultät Architektur der TU Dresden.
Die „Historische Farbstoffsammlung“ wird ehrenamtlich durch Horst Hartmann betreut und kann nach Voranmeldung besichtigt werden. Der König-Bau wurde 2023 in das Programm Historische Stätten der Chemie der Gesellschaft Deutscher Chemiker aufgenommen.